# VR-Bank Ludwigsburg
Die VR-Bank Ludwigsburg eG ist eine Genossenschaftsbank mit Sitz in Ludwigsburg in Baden-Württemberg. Die Bank ist im Jahre 2021 aus der Fusion der VR-Bank Neckar-Enz eG mit der Volksbank Ludwigsburg eG und der VR-Bank Asperg-Markgröningen eG hervorgegangen.

## Geschichte

### VR-Bank Neckar-Enz eG
Die VR-Bank Neckar-Enz eG ist aus ursprünglich fünf selbständigen Banken entstanden – der Gewerbebank Besigheim (gegr. 1869), der Gewerbebank Bönnigheim (gegr. 1874), dem Spar- und Darlehensverein Sachsenheim (gegr. 1881) und den Darlehenskassenvereinen Erligheim (gegr. 1896) und Gemmrigheim (gegr. 1902).
Fusionen:
- 1972: fusionierte die Sachsenheimer Bank mit der Kleinsachsenheimer Bank, der Spar- und Darlehenskasse Ochsenbach sowie der Darlehenskasse Häfnerhaslach.
- 1990: Die Volksbank Besigheim fusionierte mit der Volksbank Bönnigheim zur Volksbank Besigheim-Bönnigheim eG mit Hauptsitz in Bönnigheim. In diesem Jahr schlossen sich auch die Sachsenheimer Bank und die Hohenhaslacher Bank zusammen.
- 1999: entschieden sich die Sachsenheimer Bank und die Gemmrigheimer Bank mit der Volksbank Besigheim-Bönnigheim zu fusionieren.
- 2005: schloss sich die Erligheimer Bank an. Im selben Jahr wurde mit der Namensänderung aus der Volksbank Besigheim-Bönnigheim eG die VR-Bank Stromberg-Neckar eG.
- 2014: erfolgte die Fusion mit der Enztalbank eG und der Volksbank Freiberg und Umgebung eG zur VR-Bank Neckar-Enz eG.
- 2016: Die VR-Bank Neckar-Enz eG fusionierte mit der Raiffeisenbank Kirchheim-Walheim eG, der Löchgauer Bank eG und der Raiffeisenbank Ingersheim eG.

### Volksbank Ludwigsburg eG
Im Oktober 1847 gründeten Mitglieder des Ludwigsburger Gewerbe- und Handelsvereins die „Localbank für kleinere Gewerbe“ als Vorgängerinstitut der Volksbank Ludwigsburg mit einem von den Mitgliedern eingezahlten Startkapital von 6000 Gulden. Der Kupferschmiedemeister und Ludwigsburger Stadtrat Friedrich Bührer Senior wurde zum ersten Vorsitzenden gewählt. Die „Localbank“ war als Verein gegründet worden, der exklusiv für seine Mitglieder „Hilfe zur Selbsthilfe“ per Kredit anbot.
Die Bürger und Unternehmer wollten damit die Wirtschaftskraft in Ludwigsburg stärken: für wirtschaftlich aufstrebende Bürger, die Finanzbedarf hatten, etwa um ihre Werkstätten zu erweitern oder Maschinen anzuschaffen, aber von den damaligen Großbanken und Finanziers keine Kredite erhielten.
Nach Inkrafttreten des neuen Genossenschaftsgesetzes im August 1862 ging die „Localbank“ über in die neue, jetzt genossenschaftliche „Spar- und Vorschußbank Ludwigsburg“. 27 Mitglieder war die Gründer, darunter herrschten Handwerker und Kleingewerbe vor. Schon im September 1847 nahm die neue Genossenschaftsbank ihre Geschäftstätigkeit im Haus Ecke Wilhelm- und Seestraße auf.
Durch Fusionen konsolidierte sich die Volksbank Ludwigsburg: Insgesamt gingen 24 genossenschaftliche Institute in der Volksbank Ludwigsburg auf – beispielsweise verschmolz die Volksbank Ludwigsburg mit der Volksbank Poppenweiler sowie mit der Genossenschaftsbank Hemmingen (beide 1973), dann mit der Oßweiler Bank (1987). Bis 1999 folgten weitere Fusionen mit der Volksbank Bietigheim-Vaihingen-Enz und Umgebung, der Neckarweihinger Bank, der Volksbank Marbach, der Raiffeisenbank Erdmannhausen und der Kornwestheimer Bank.

### VR-Bank Asperg-Markgröningen eG
Die VR-Bank Asperg-Markgröningen eG war eine Genossenschaftsbank mit Sitz in Möglingen, Landkreis Ludwigsburg.